# Franz Winkler (Musiker)
Franz Winkler (* 17. September 1906 in Sistrans; † 8. Mai 1962 in Bregenz) war ein österreichischer Komponist und Musiker der Unterhaltungsmusik.

## Leben
Franz Winkler wuchs in einer musikalischen Familie auf und machte Hausmusik mit seinen Eltern und seinen Schwestern Albertine und Hedwig sowie seinem jüngeren Bruder Rudolf. Er erhielt außerdem Instrumentalunterricht in seinem Tiroler Heimatdorf Sistrans. Er absolvierte eine Ausbildung zum Maler und Anstreicher, bevor er sich nur noch seiner Karriere als Musiker widmete. Als Sänger und Komponist feierte Franz Winkler dann schon 1929 in Buenos Aires seine ersten Erfolge. Er hatte seine beiden Brüder besucht, die dort als Maler arbeiteten. Möglicherweise aus Heimweh komponierte er das Lied Fliege mit mir in die Heimat. 1939 begann er, mit seiner Schwester Albertine Seifert (1902–1951) als Gesangsduo „Geschwister Winkler“ aufzutreten. Noch im gleichen Jahr schlossen sich die beiden mit Winklers Frau Ingeborg (1923–2011) zum „Winkler Trio“ zusammen. 1947 zog die Familie nach Lochau, wo Winkler bis zu seinem Tod lebte. Die Gruppe hatte nun zahlreiche Auftritte in der Bodenseeregion. Sie vergrößerte sich zum Franz-Winkler-Quartett, als Winklers Tochter Olga Homann mit dem Akkordeon hinzustieß.
Für Albertine Seifert kam Vroni Stöckel an der Zither hinzu. Insgesamt hatte Winkler ein Repertoire von rund 120 Liedern, die zum Teil auf Schellackplatte veröffentlicht wurden. Erfolgreich waren unter anderem die von ihm selbst komponierten Lieder Die Fischerin vom Bodensee, Tirol, du Heimat der Berge und Fliege mit mir in die Heimat. 1962 starb Franz Winkler an den Folgen eines Leberleidens. An seinem ehemaligen Wohnhaus am Haggen in Lochau erinnert eine Gedenktafel an ihn.

## Diskografie (Auszüge)
- Fliege mit mir in die Heimat (1930), international der erfolgreichste Hit (englischer Titel: Forever and Ever, französischer Titel: Étoile des neiges)
- Tirol, du Heimat der Berge (1943)
- Die Fischerin vom Bodensee (1948), Titelgebend für den gleichnamigen deutschen Heimatfilm Die Fischerin vom Bodensee (englischer Titel: Willow, will you weep for Me?, französischer Titel: La Fée Du Lac Bleu)
- Alpenfrieden
- Innsbruck, du wunderschöne Alpenstadt
- Tirol, du Heimat der Berge
- Du mein Tiroler Land
- Beim alten Stadttor
- Der Sänger und die Sennerin
- Am Lindauer Hafen
- Vom Arlberg bis zum Bodensee
- Weiss sein die Gletscher
- Mei Dirndl